# Pedicularis attollens
Pedicularis attollens är en snyltrotsväxtart som beskrevs av Samuel Frederick Gray. Pedicularis attollens ingår i släktet spiror, och familjen snyltrotsväxter.

## Underarter
Arten delas in i följande underarter:
- P. a. attollens
- P. a. protogyna

## Bildgalleri

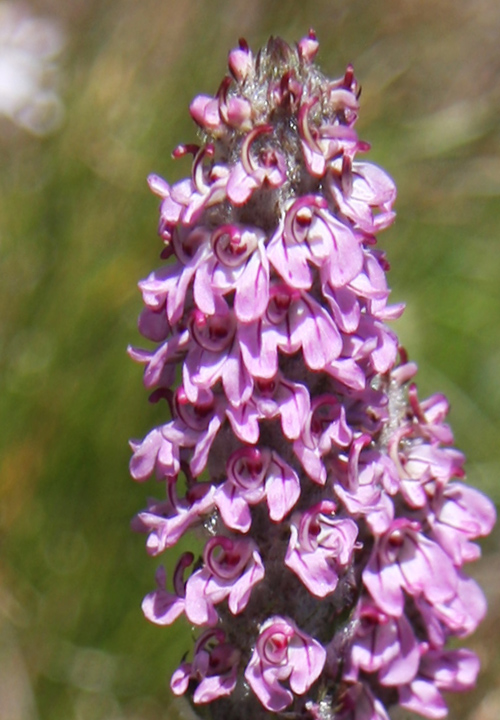
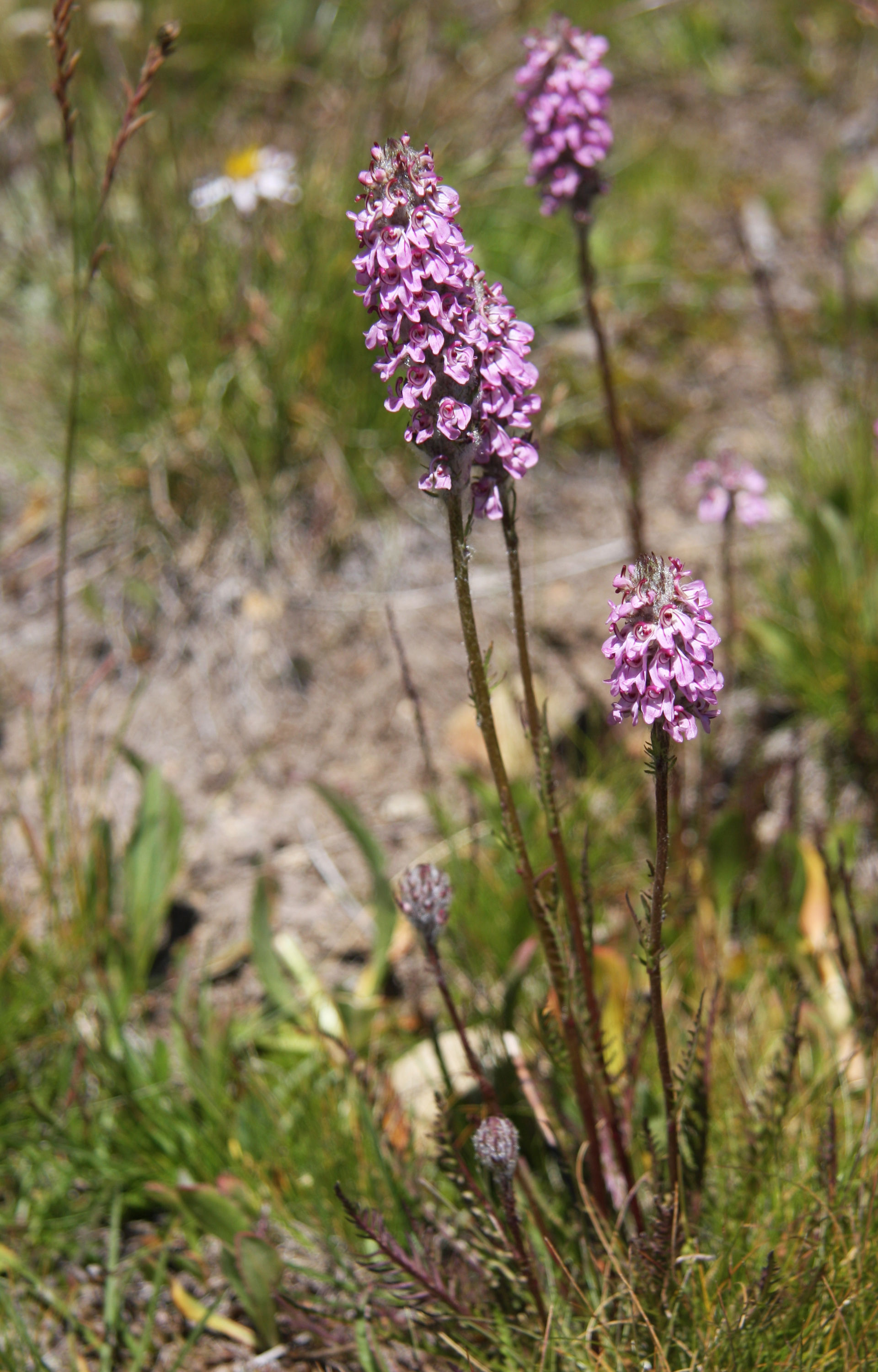